# Clethra castaneifolia
Clethra castaneifolia là một loài thực vật có hoa trong họ Clethraceae. Loài này được Meisn. mô tả khoa học đầu tiên năm 1863.